# Wardruna
Wardruna je norveška glasbena skupina, ki so jo leta 2003 ustanovili Einar Selvik, Gaahl in Lindy Fay Hella. Posvečajo se glasbenemu poustvarjanju norveških kulturnih in ezoteričnih tradicij, pri čemer uporabljajo nordijske zgodovinske in tradicionalne inštrumente, kot so ročni bobni z jelenovo opno, flavte, kraviklyr, tagelharfa, ustna harfa, kozji rog in lur). Uporabljajo tudi netradicionalne inštrumente in druge vire zvoka, kot so drevesa, skale, voda in bakle.
Skupina je izdala štiri albume, od katerih prvi trije temeljijo na norveški mitologiji, zadnji pa na Odinovih izrekih iz Völuspe in drugih staronordijskih virov. 
Revija TeamRock.com je glasbo skupine Wardruna opisala kot "amalgam zemeljskega, organskega in večnega" z "runskimi obredi v frekvenci, ki se nam zdi blizu vsakodnevni zavesti, ko jo enkrat slišimo".